# Specie di Tanacetum
Elenco delle 135 specie di  Tanacetum:

## A
- Tanacetum abrotanifolium (L.) Druce
- Tanacetum abrotanoides K.Bremer & Humphries
- Tanacetum achilleifolium (M.Bieb.) Sch.Bip.
- Tanacetum akinfiewii (F.N.Alex.) Tzvelev
- Tanacetum alatavicum Herder
- Tanacetum albanicum (Markgr.) Barina
- Tanacetum albipannosum Hub.-Mor. & Grierson
- Tanacetum alyssifolium (Bornm.) Grierson
- Tanacetum archibaldii Podlech
- Tanacetum argenteum (Lam.) Willd.
- Tanacetum armenum (DC.) Sch.Bip.
- Tanacetum artemisioides Sch.Bip. ex Hook.f.
- Tanacetum atkinsonii (C.B.Clarke) Kitam.
- Tanacetum aucheri DC.
- Tanacetum aucherianum (DC.) Sch.Bip.
- Tanacetum audibertii DC.
- Tanacetum aureum (Lam.) Greuter, M.V.Agab. & Wagenitz
- Tanacetum azerbaidjanicum (Podlech) Sonboli & Behjou

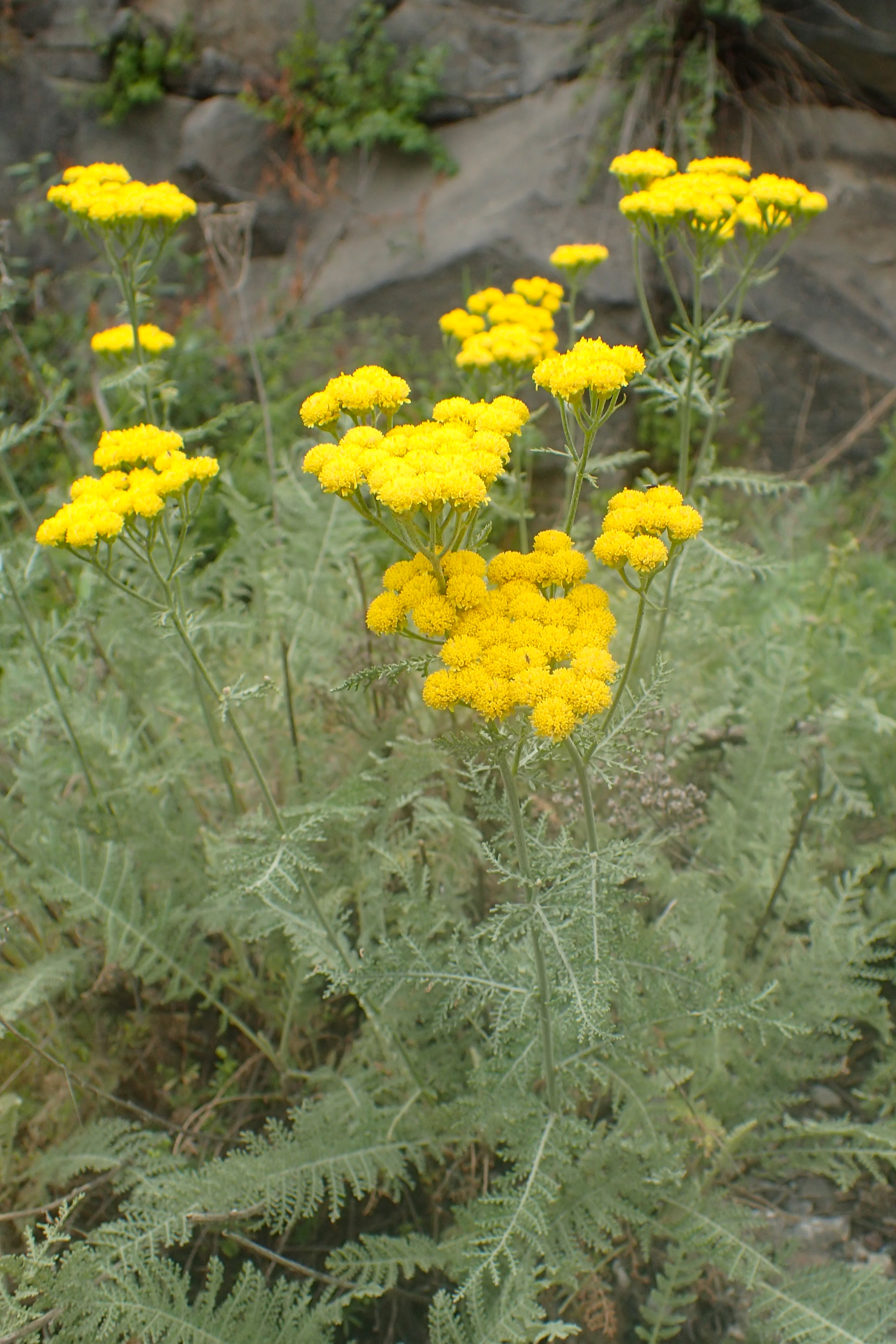
Tanacetum abrotanifolium
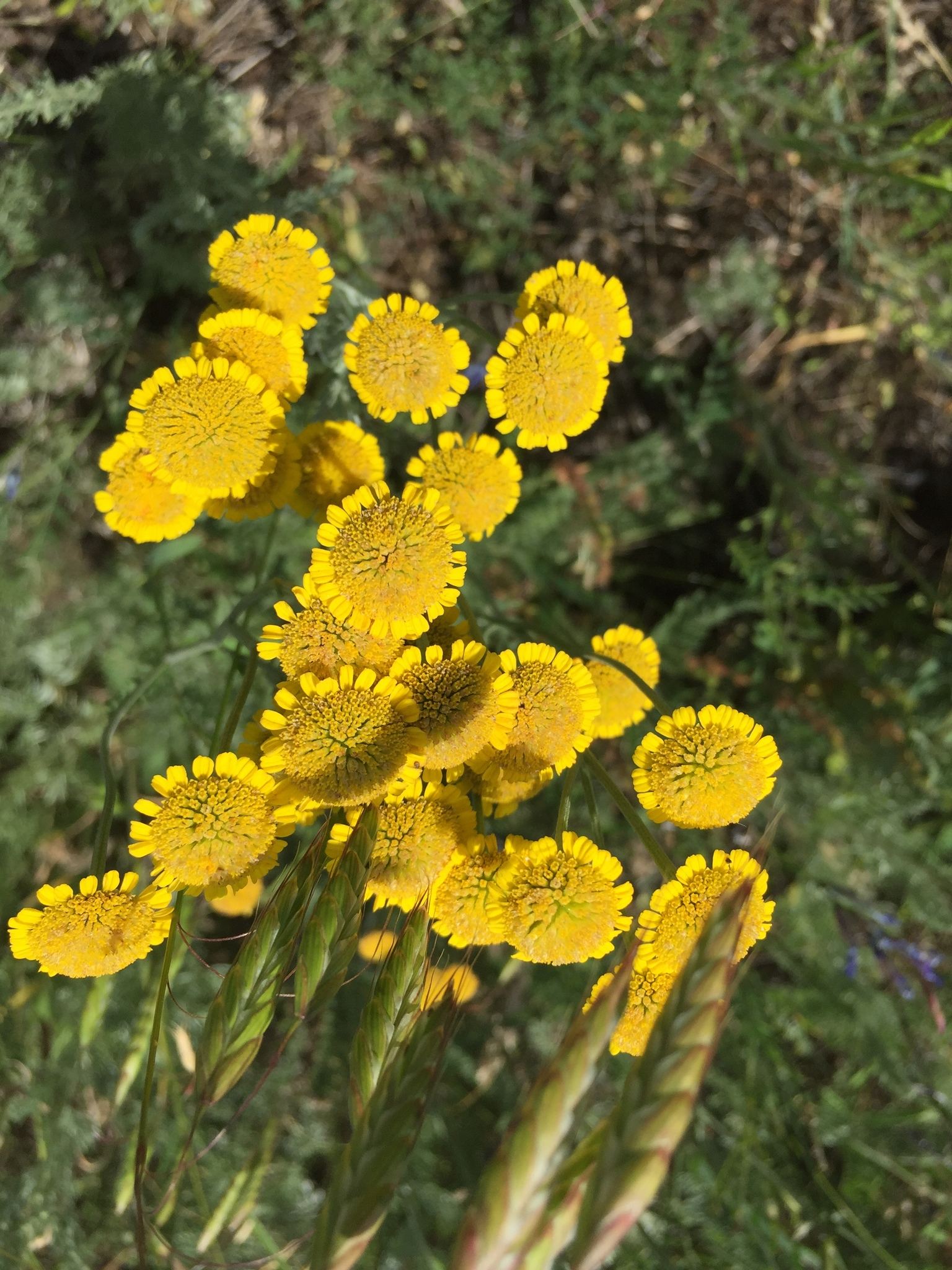
Tanacetum achilleifolium
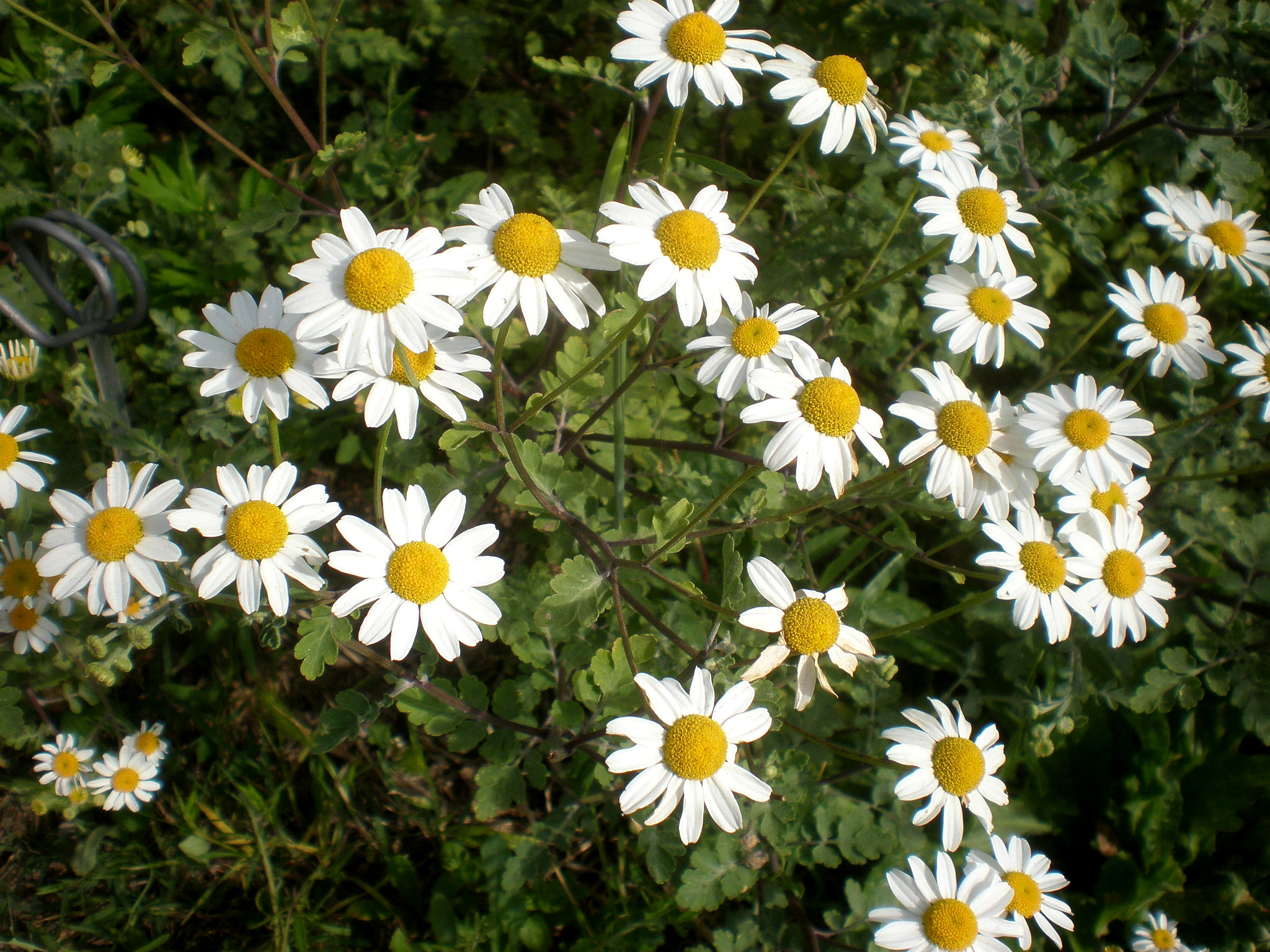
Tanacetum argenteum
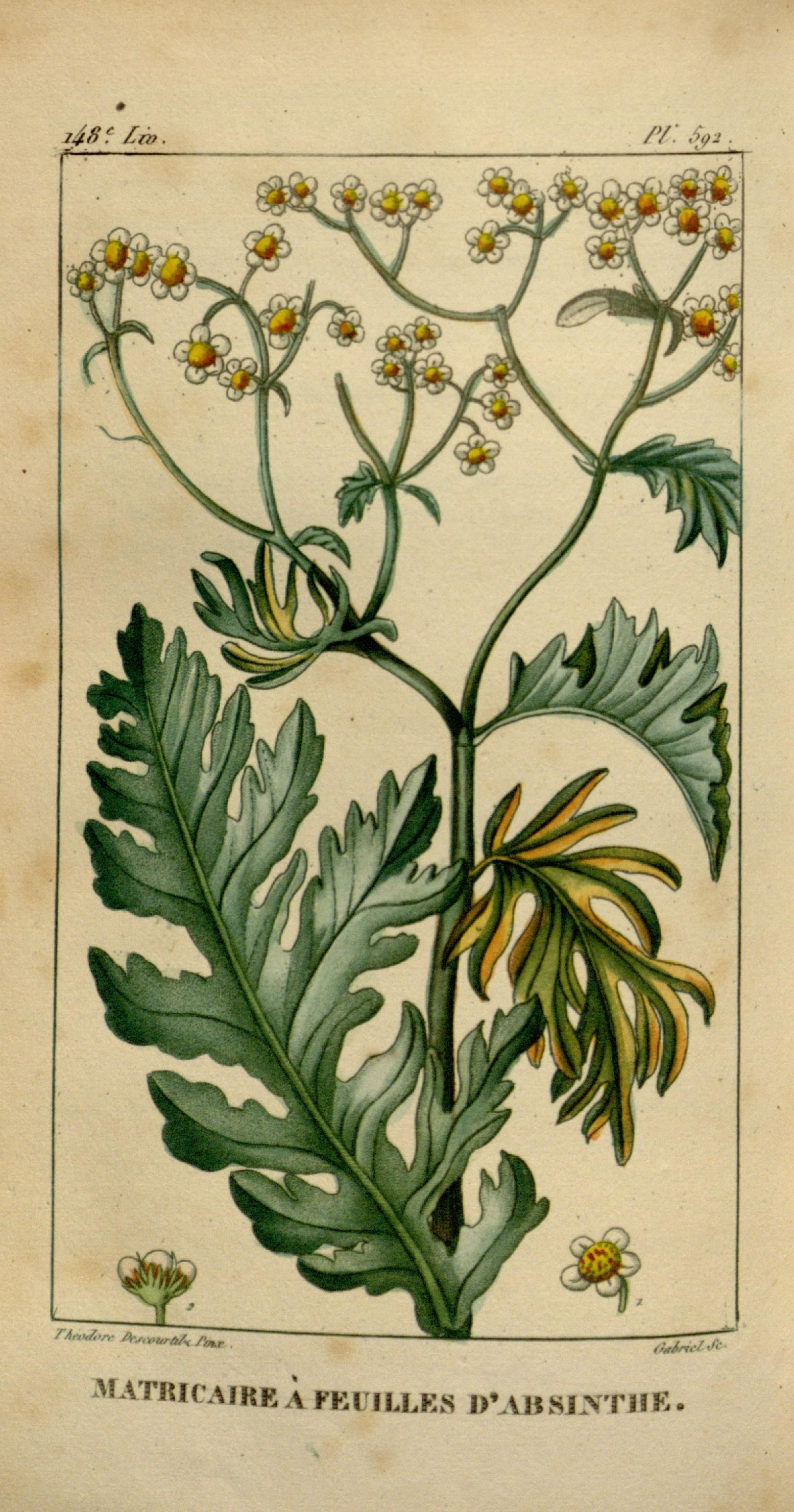
Tanacetum aureum

## B
- Tanacetum bachtiaricum Mozaff.
- Tanacetum balsamita L.
- Tanacetum baltistanicum Podlech
- Tanacetum bamianicum Podlech
- Tanacetum barclayanum DC.
- Tanacetum bipinnatum Sch.Bip.
- Tanacetum budjnurdense (Rech.f.) Tzvelev

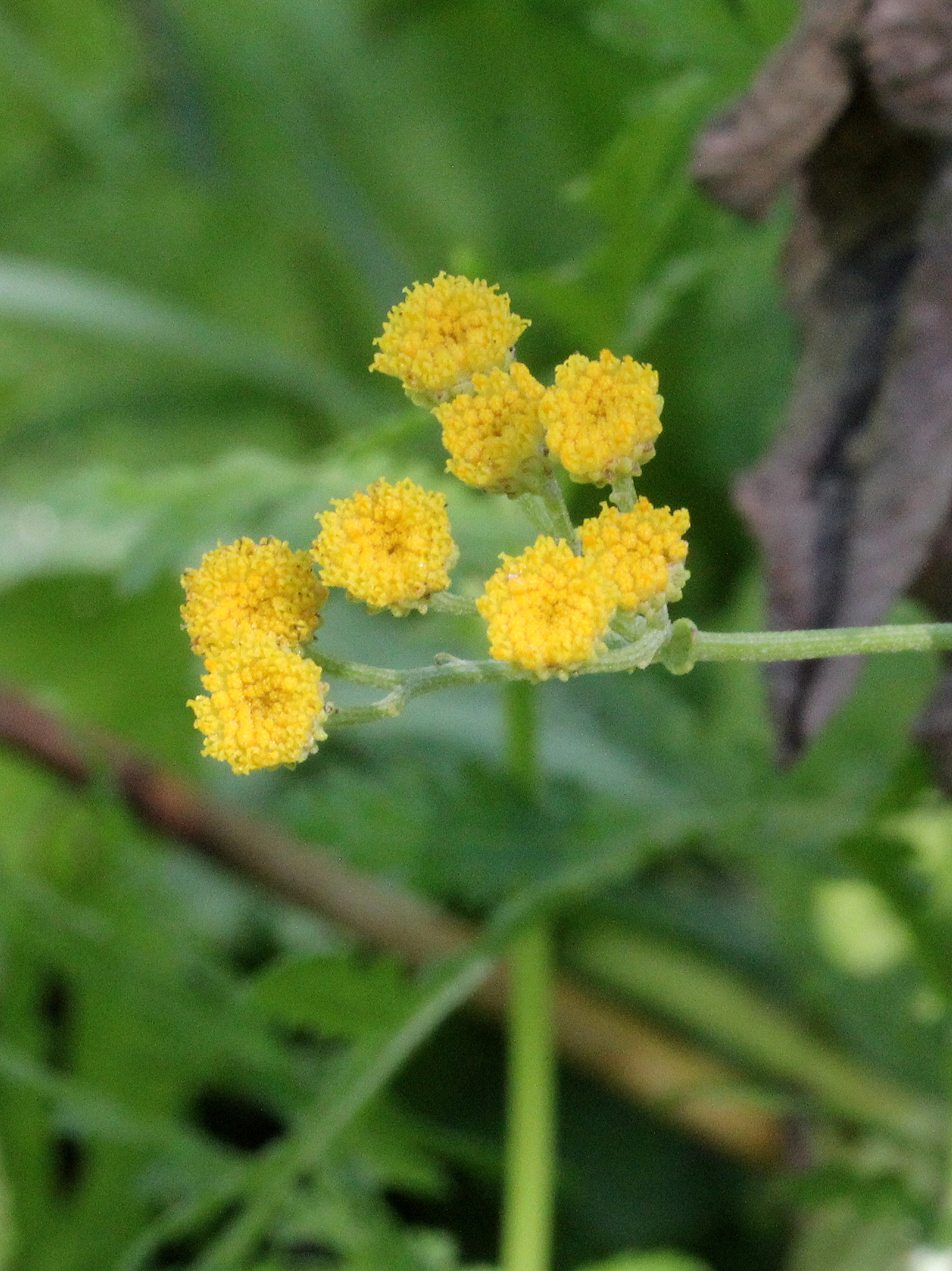
Tanacetum balsamita
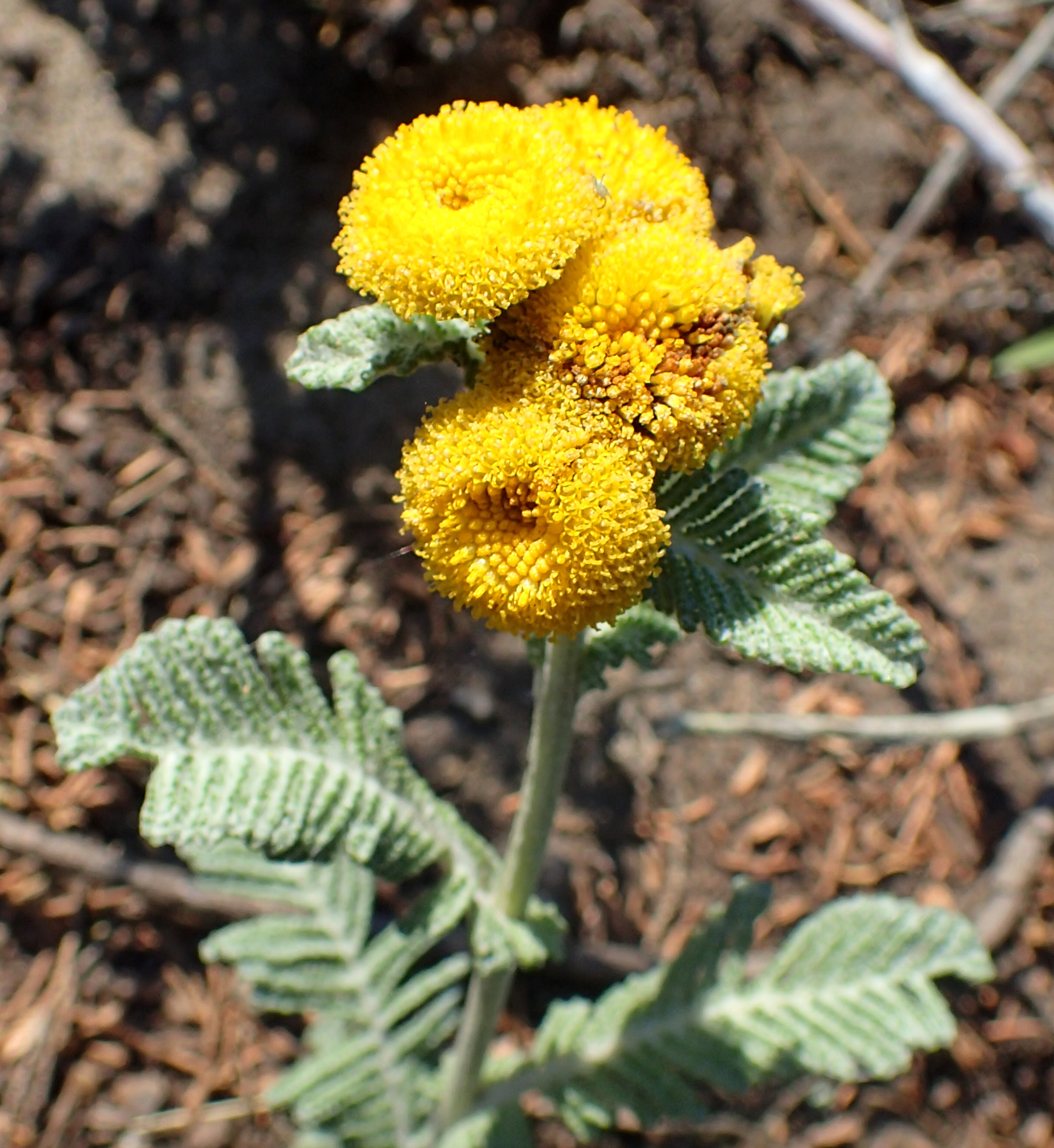
Tanacetum bipinnatum
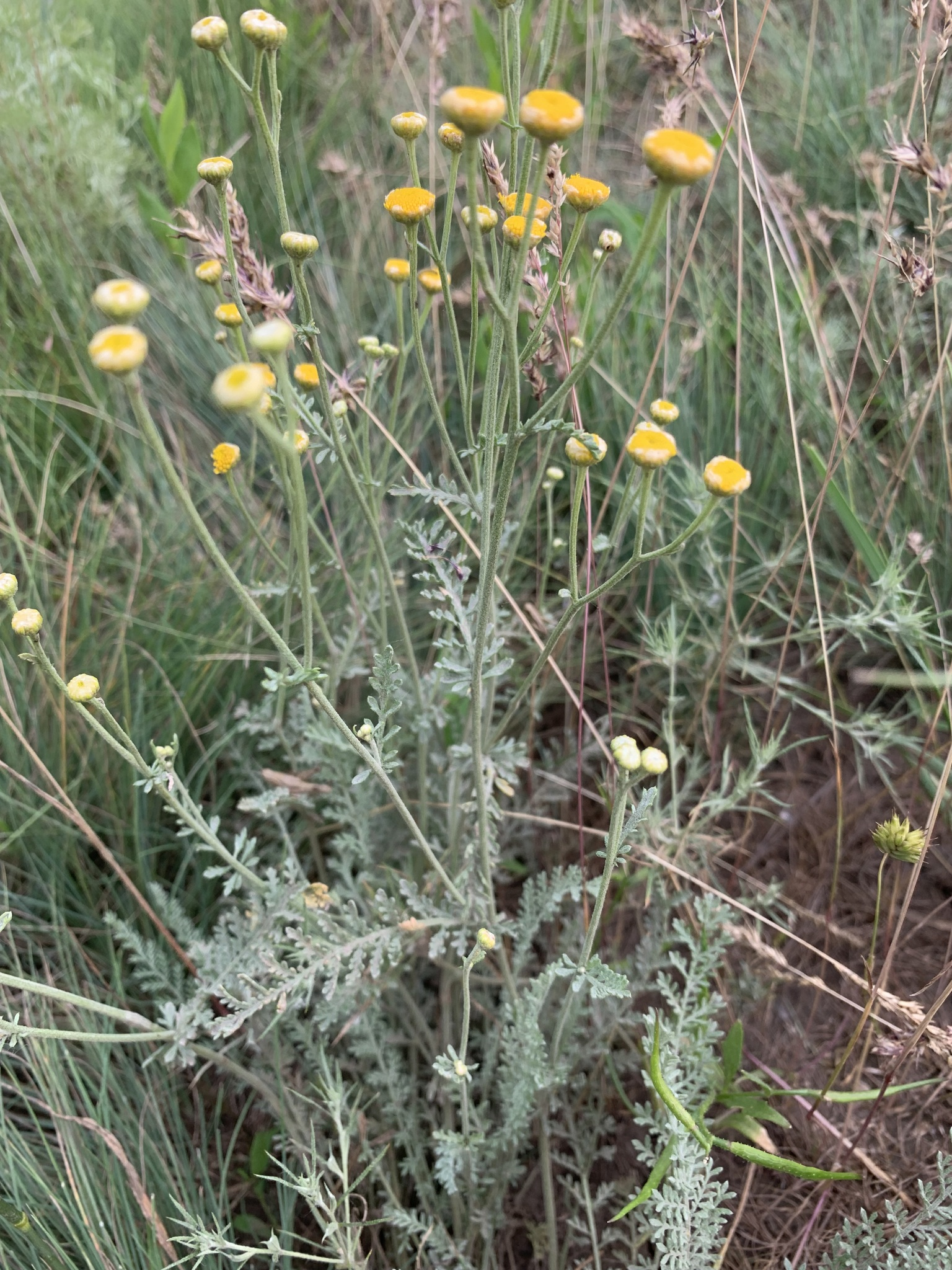
Tanacetum barclayanum

## C
- Tanacetum cadmeum (Boiss.) Heywood
- Tanacetum canescens DC.
- Tanacetum cappadocicum (DC.) Sch.Bip.
- Tanacetum changaicum (Krasch. ex Grubov) K.Bremer & Humphries
- Tanacetum chitralense (Podlech) K.Bremer & Humphries
- Tanacetum cilicium (Boiss.) Grierson
- Tanacetum cinerariifolium (Trevir.) Sch.Bip.
- Tanacetum coccineum (Willd.) Grierson
- Tanacetum corymbiforme (Tzvelev) K.Bremer & Humphries
- Tanacetum corymbosum (L.) Sch.Bip.
- Tanacetum crassipes (Stschegl.) Tzvelev

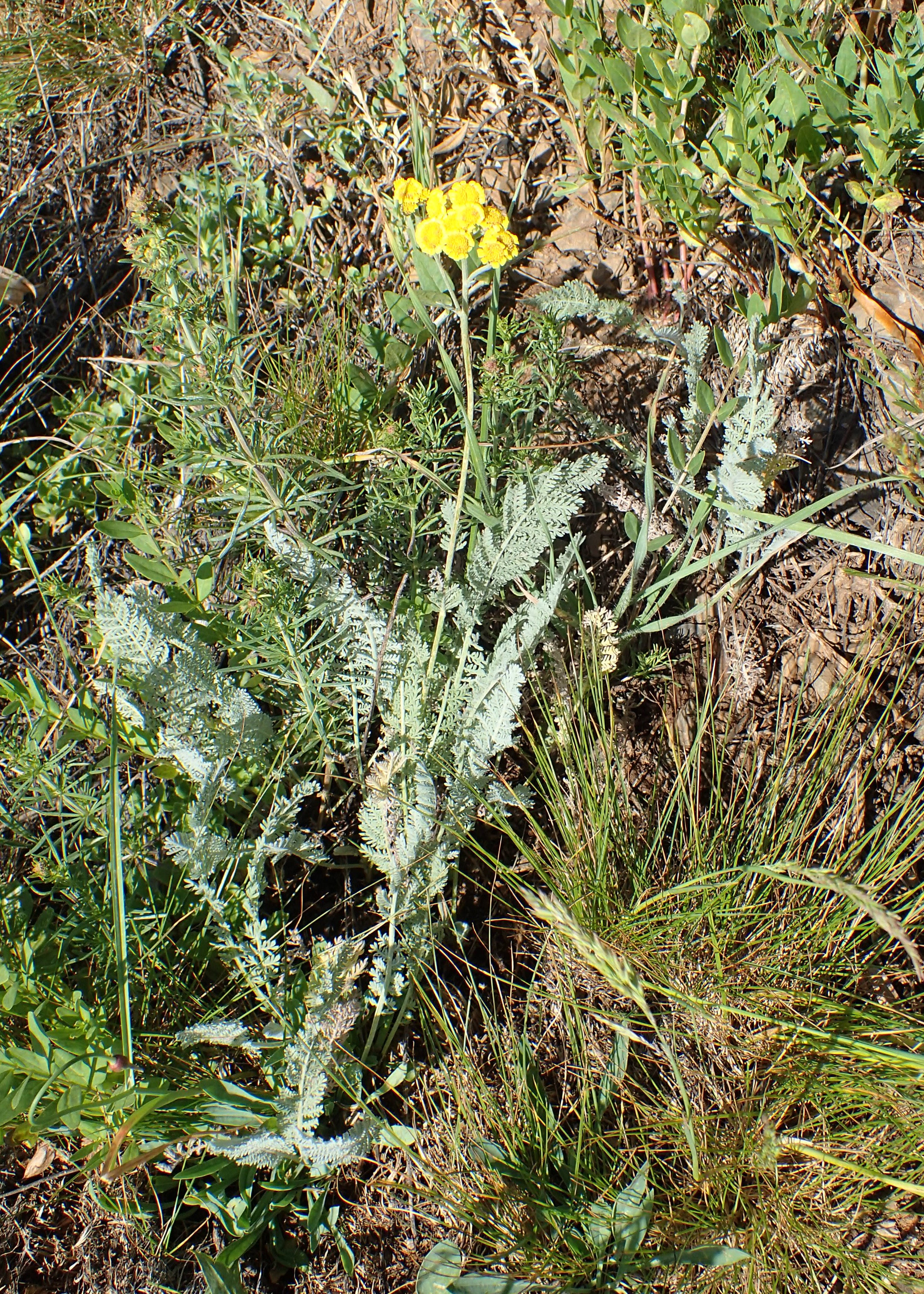
Tanacetum canescens
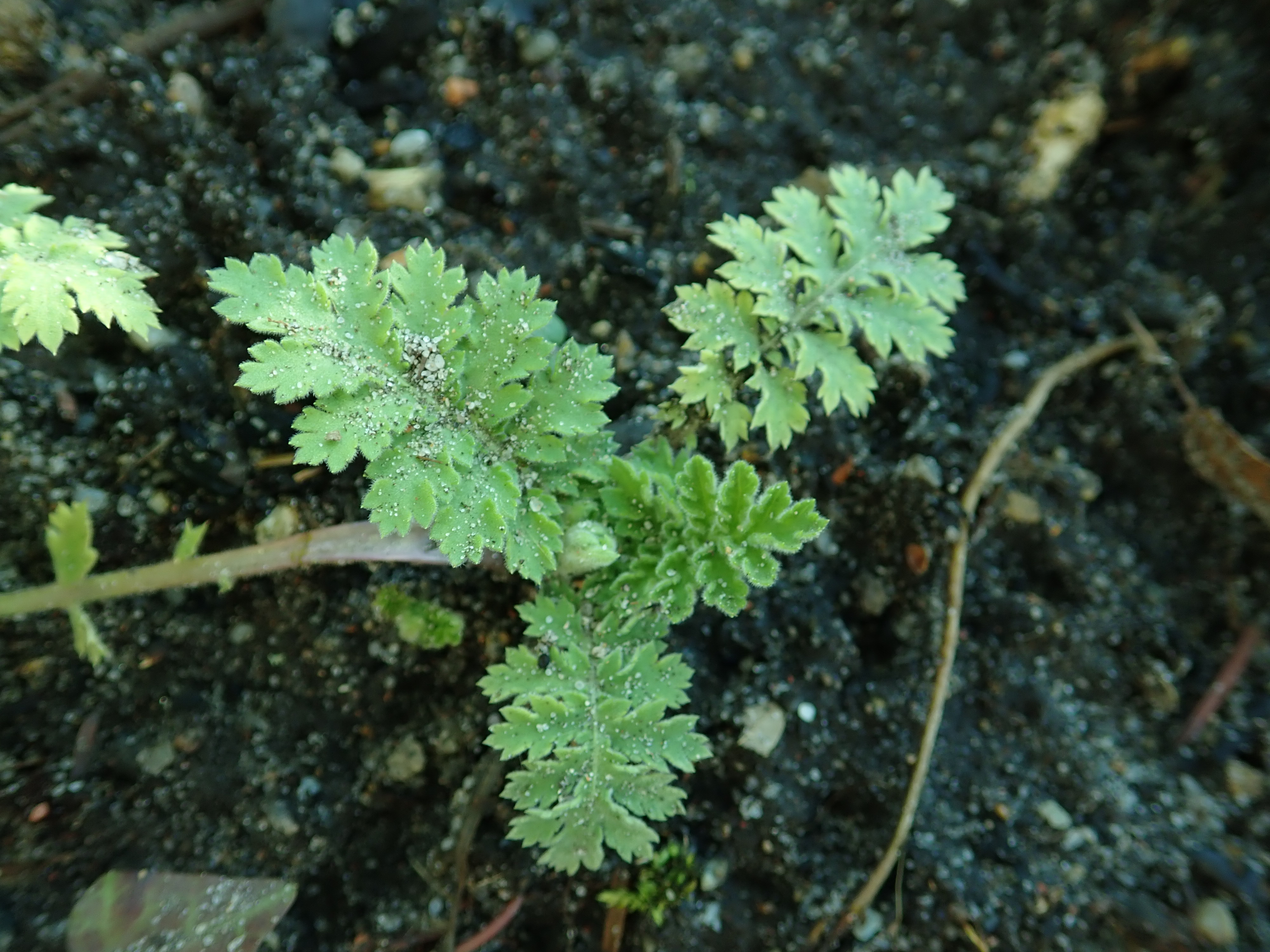
Tanacetum cilicicum
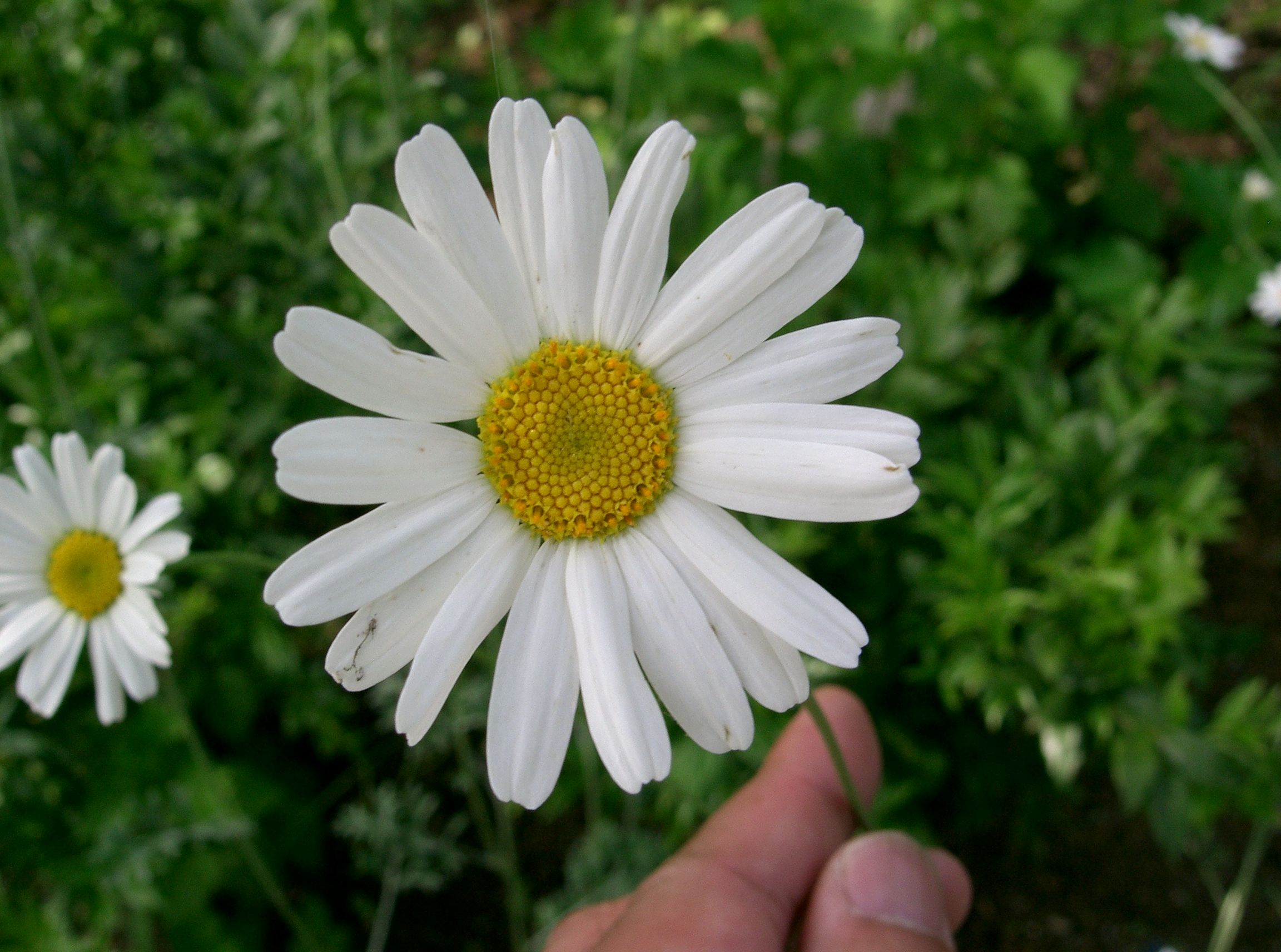
Tanacetum cinerariifolium
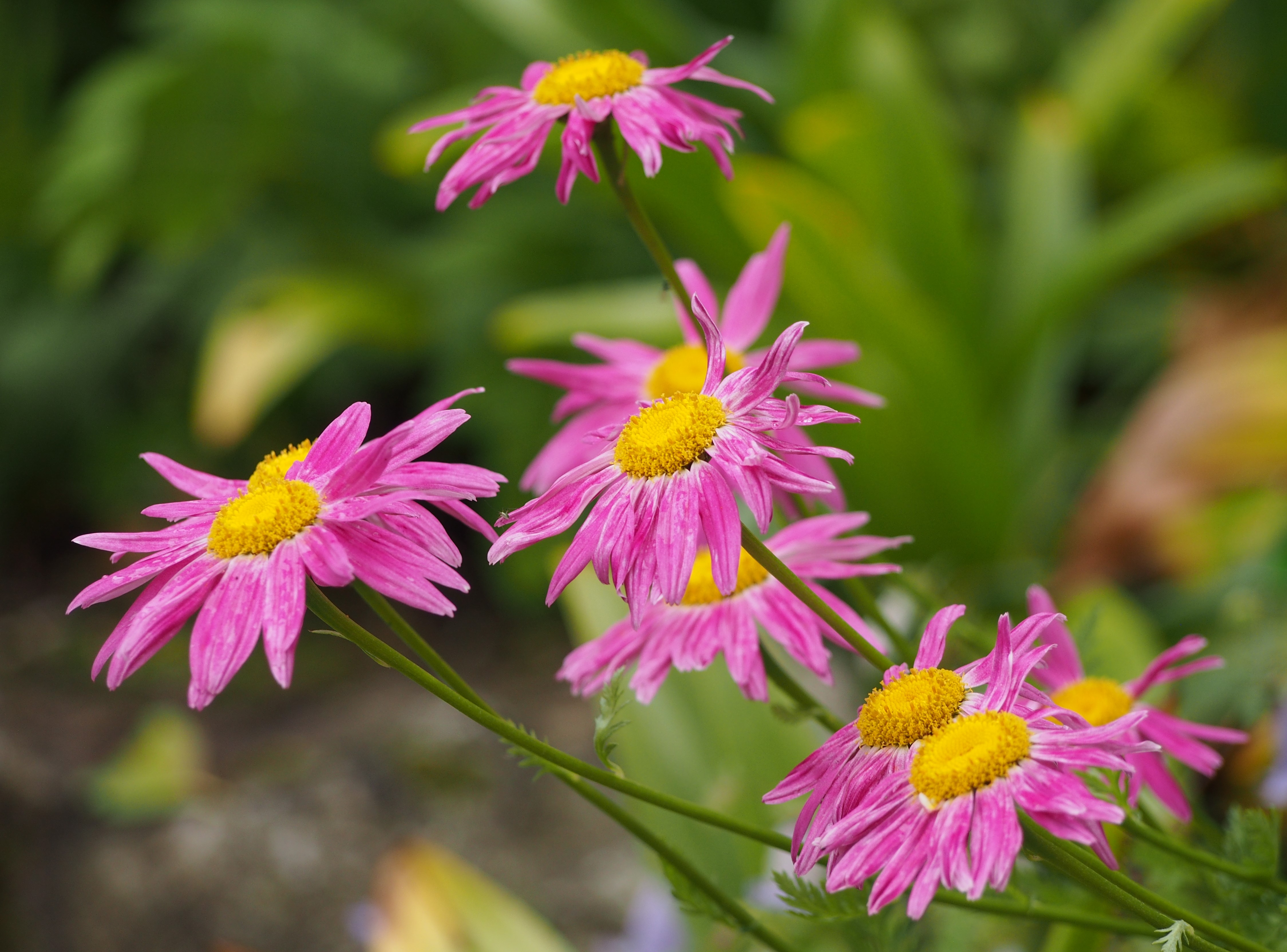
Tanacetum coccineum
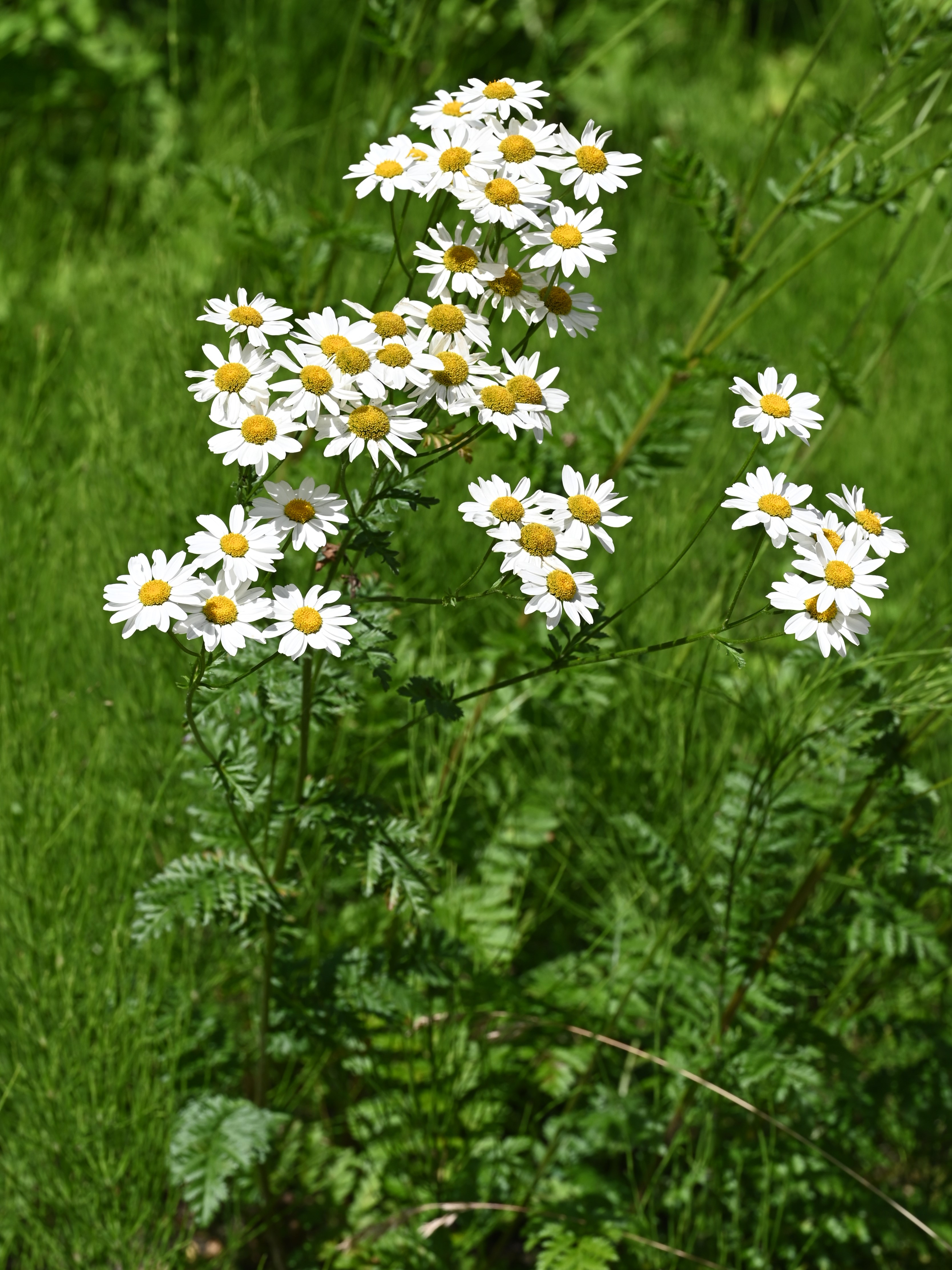
Tanacetum corymbosum

## D
- Tanacetum daghestanicum  (Boiss.) Chandjian
- Tanacetum densum  (Labill.) Sch.Bip.
- Tanacetum depauperatum  (Post) Grierson
- Tanacetum dumosum  Boiss.

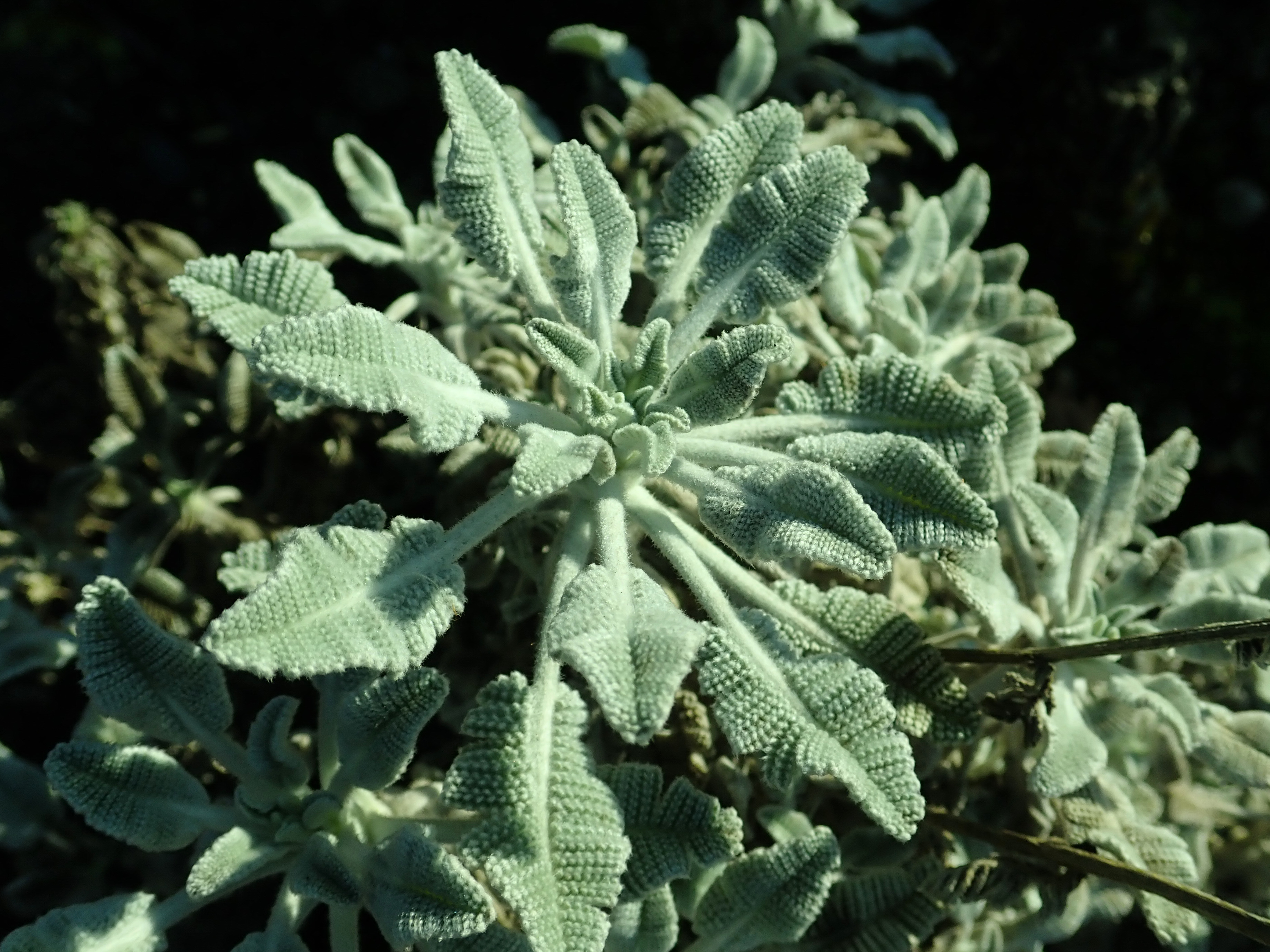
Tanacetum densum
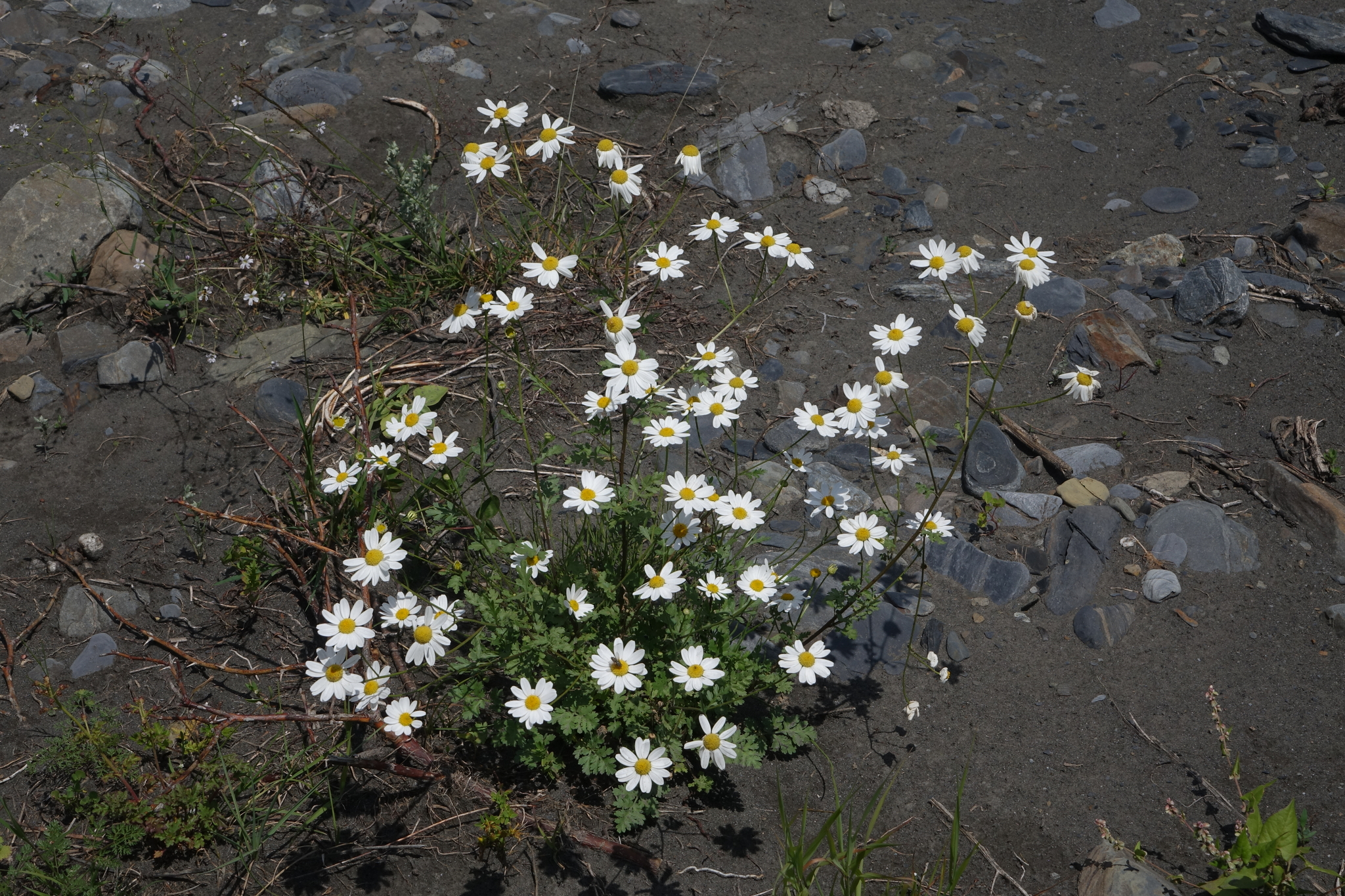
Tanacetum daghestanicum

## E
- Tanacetum eginense  (Hausskn. ex Bornm.) Grierson
- Tanacetum elbursense  Mozaff.
- Tanacetum emodi  R.Khan
- Tanacetum erzincanense  Korkmaz, Kandemir & Ilhan

## F
- Tanacetum falconeri Hook.f.

## G
- Tanacetum galae  (Popov) Nevski
- Tanacetum germanicopolitanum  (Bornm. & Heimerl) Grierson
- Tanacetum ghoratense  Podlech
- Tanacetum griffithii  (C.B.Clarke) Muradyan

## H
- Tanacetum haradjanii  (Rech.f.) Grierson
- Tanacetum haussknechtii  (Bornm.) Grierson
- Tanacetum heterotomum  (Bornm.) Grierson
- Tanacetum hissaricum  (Krasch.) K.Bremer & Humphries
- Tanacetum hololeucum  (Bornm.) Podlech

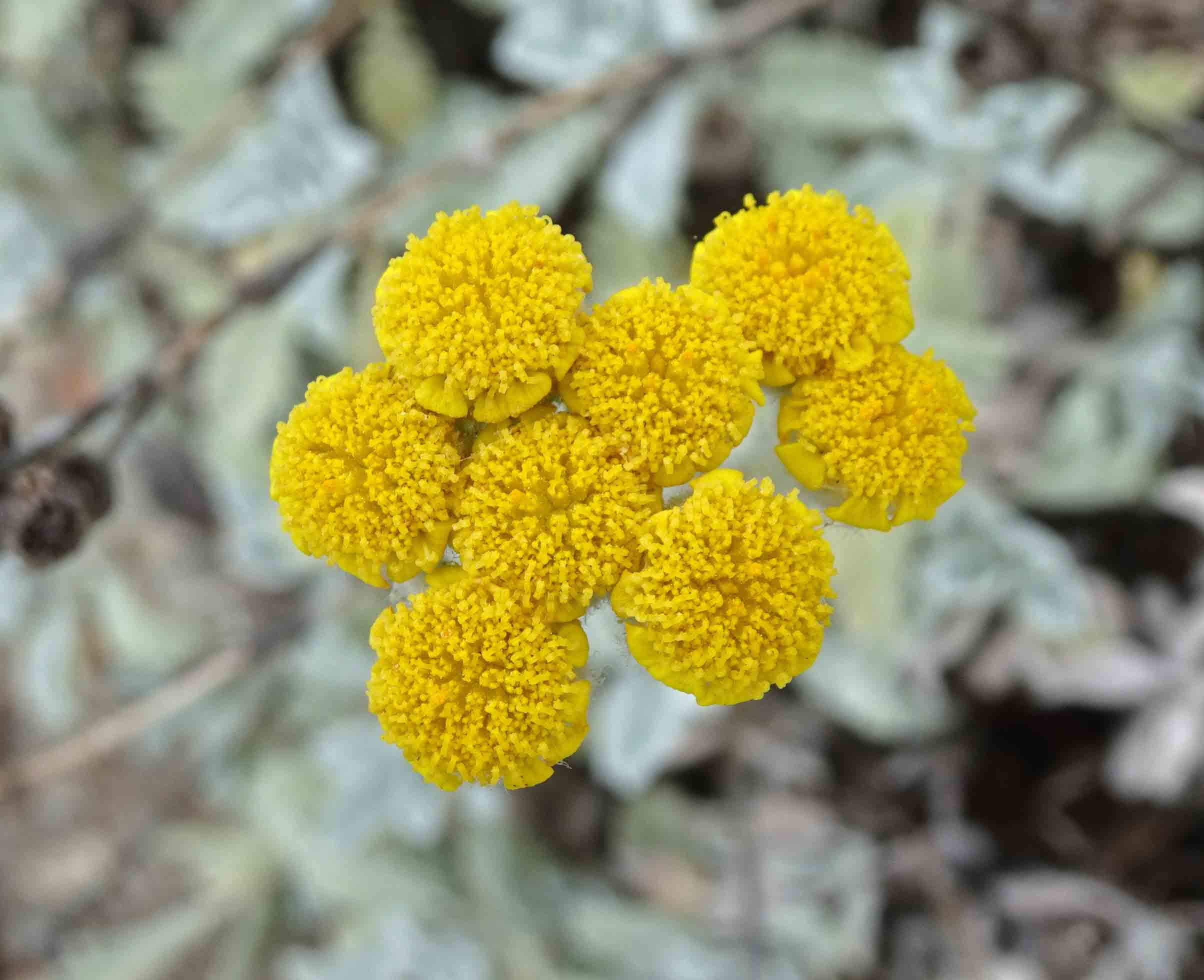
Tanacetum haradjanii

## I
- Tanacetum isfahanicum  Sonboli & Naderifar

## J
- Tanacetum joharchii  Sonboli & Kaz.Osaloo

## K
- Tanacetum karelinii  Tzvelev
- Tanacetum kaschgarianum  K.Bremer & Humphries
- Tanacetum kelleri  (Krylov & Plotn.) Takht.
- Tanacetum kittaryanum  (C.A.Mey.) Tzvelev
- Tanacetum kotschyi  (Boiss.) Grierson
- Tanacetum krylovianum  (Krasch.) K.Bremer & Humphries
- Tanacetum kurdistanicum  Maroofi & Rastegar

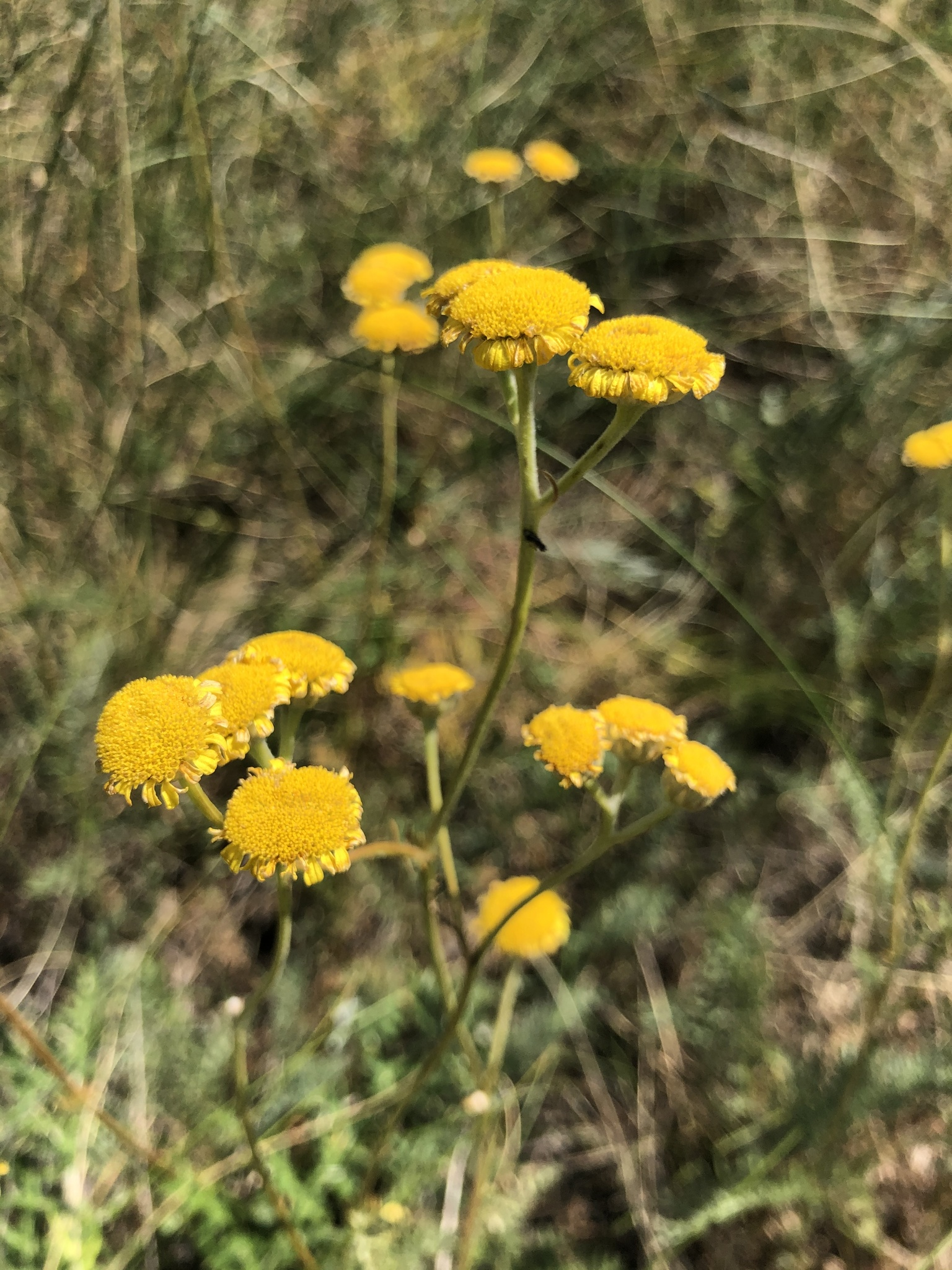
Tanacetum kittaryanum

## L
- Tanacetum lanuginosum Sch.Bip. & Herder
- Tanacetum larvatum  (Griseb. ex Pant.) Hayek
- Tanacetum leptophyllum  (Steven ex M.Bieb.) Sch.Bip.

## M
- Tanacetum macrocephalum  Pamp.
- Tanacetum macrophyllum  (Waldst. & Kit.) Sch.Bip.
- Tanacetum marionii  (Albov) K.Bremer & Humphries
- Tanacetum maymanense  Podlech
- Tanacetum millefolium  (L.) Tzvelev
- Tanacetum mindshelkense  Kovalevsk.
- Tanacetum mucroniferum  Hub.-Mor. & Grierson
- Tanacetum mucronulatum  (Hoffmanns. & Link) Heywood
- Tanacetum munzurdaghensis  Yıld.
- Tanacetum musilii  (Velen.) Soldano

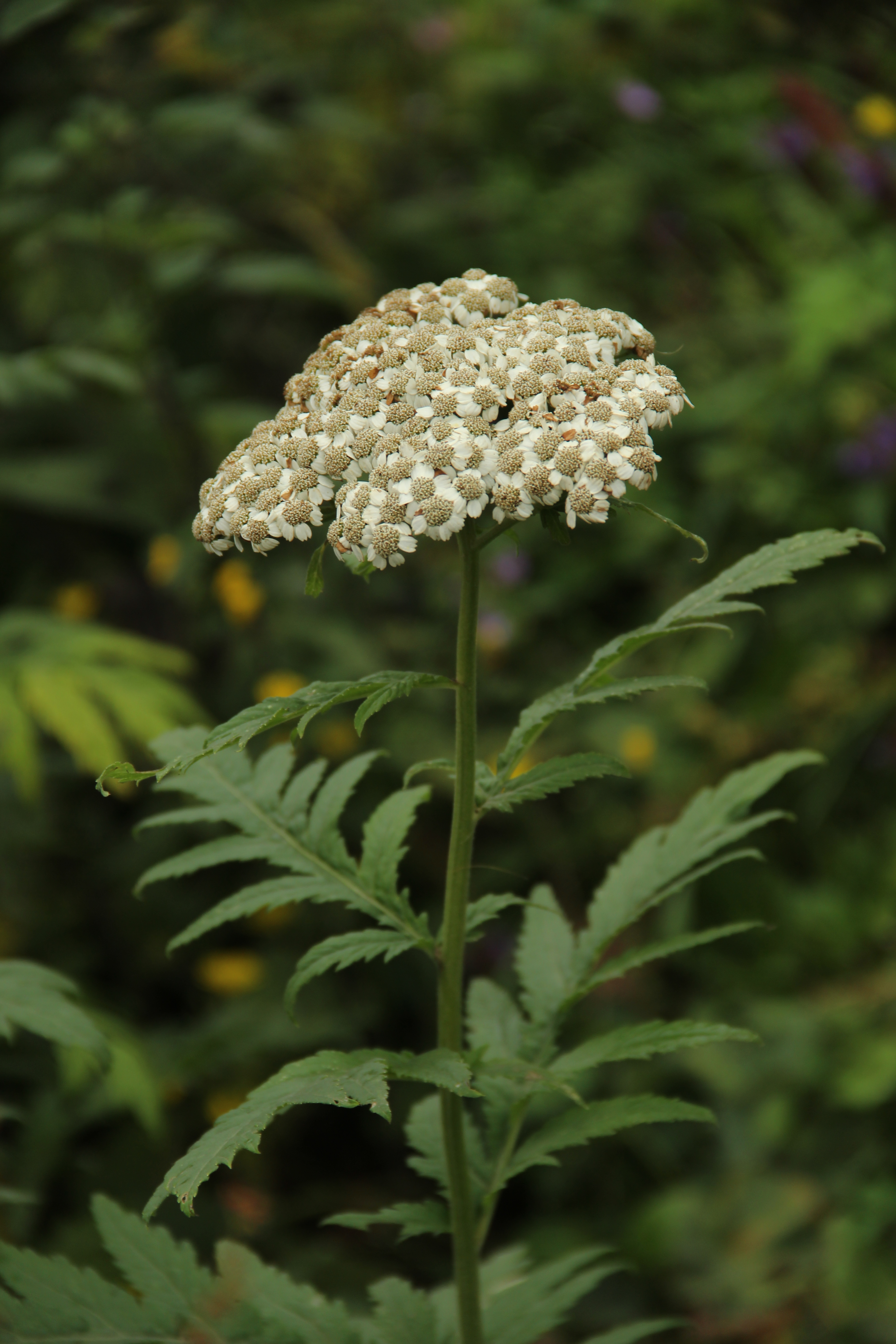
Tanacetum macrophyllum
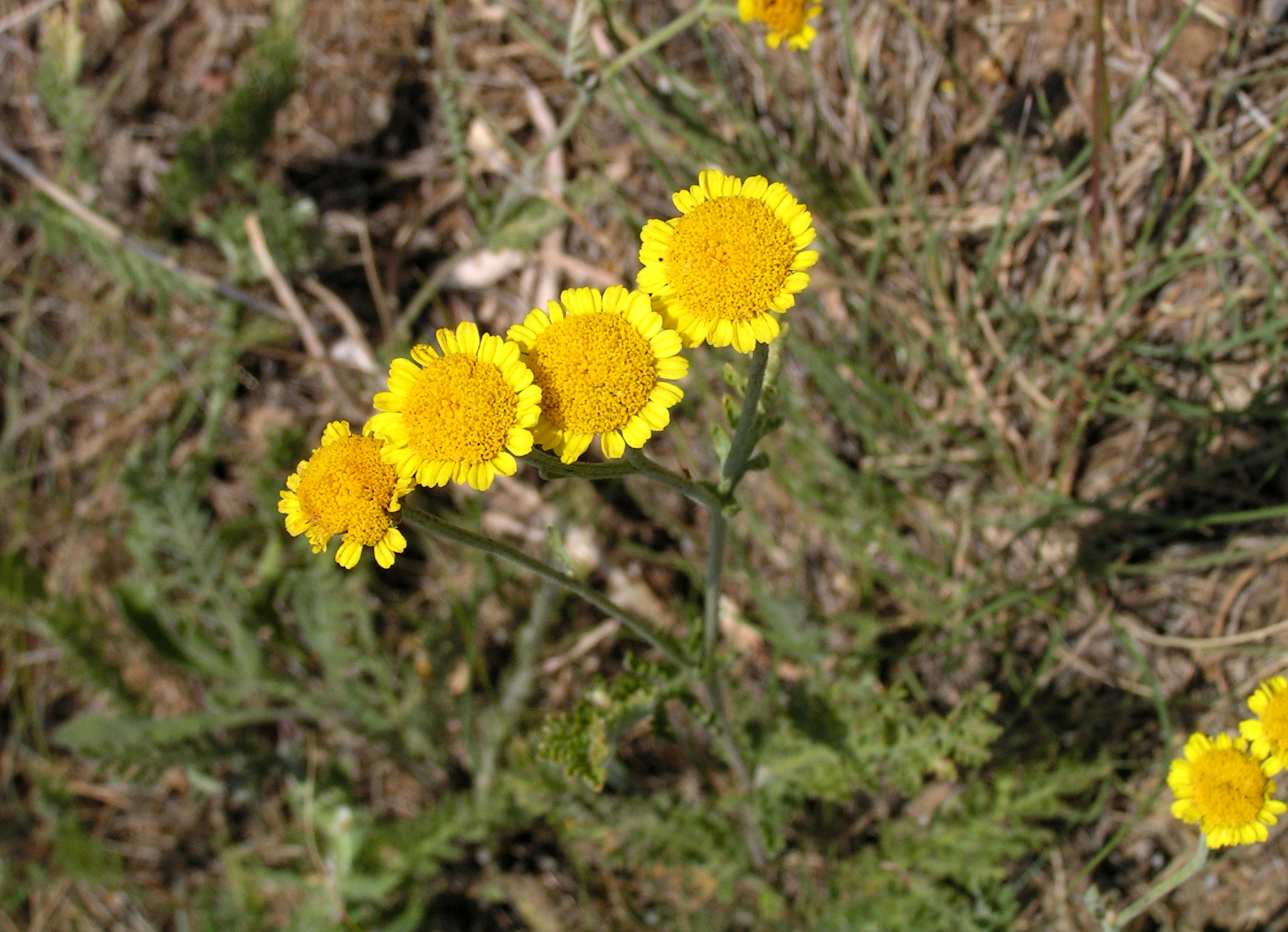
Tanacetum millefolium
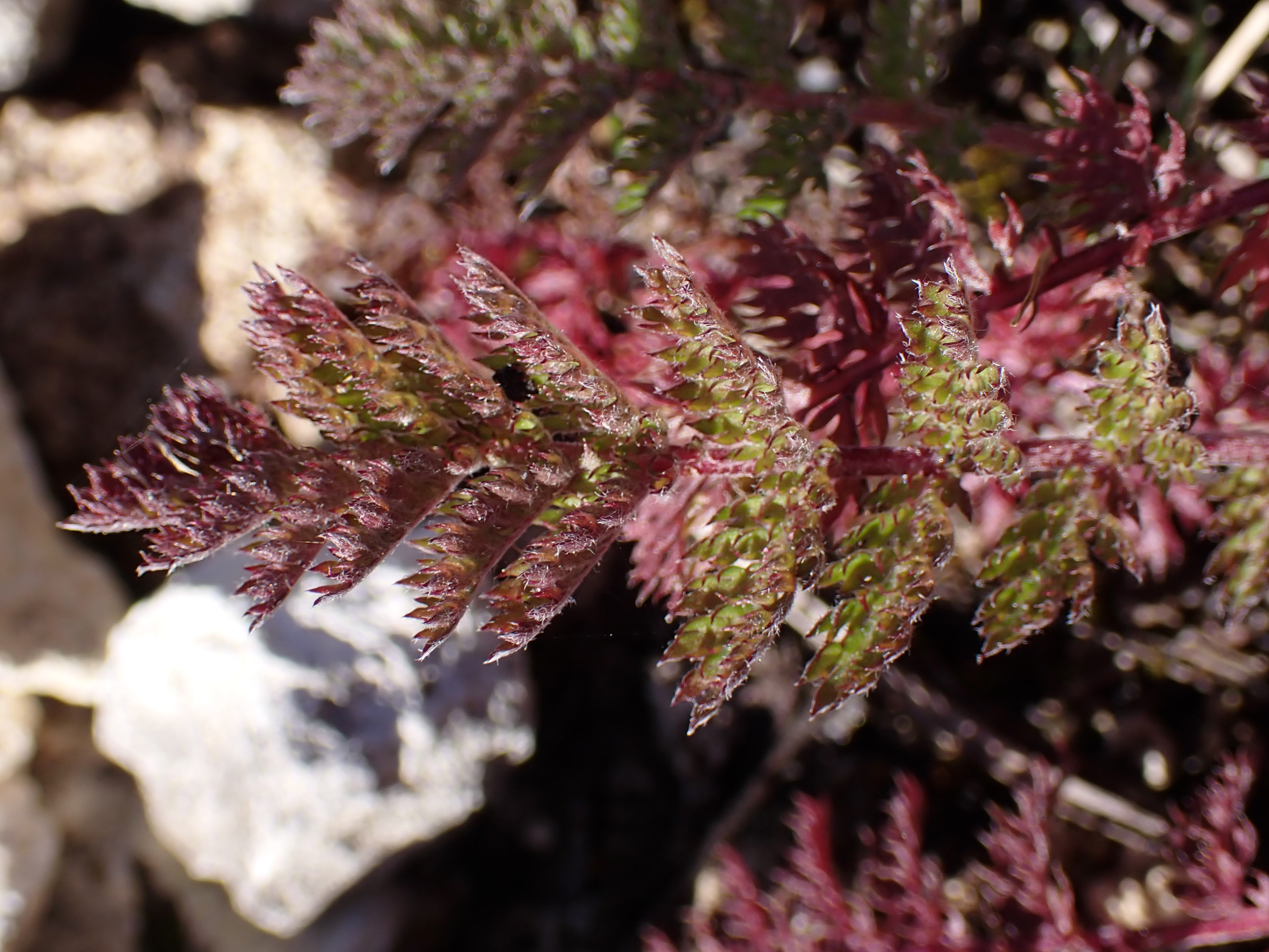
Tanacetum mucronulatum

## N
- Tanacetum nitens  (Boiss. & Noë) Grierson
- Tanacetum nivale  Sch.Bip.
- Tanacetum niveum  (Lag.) Sch.Bip.
- Tanacetum nuristanicum  Podlech

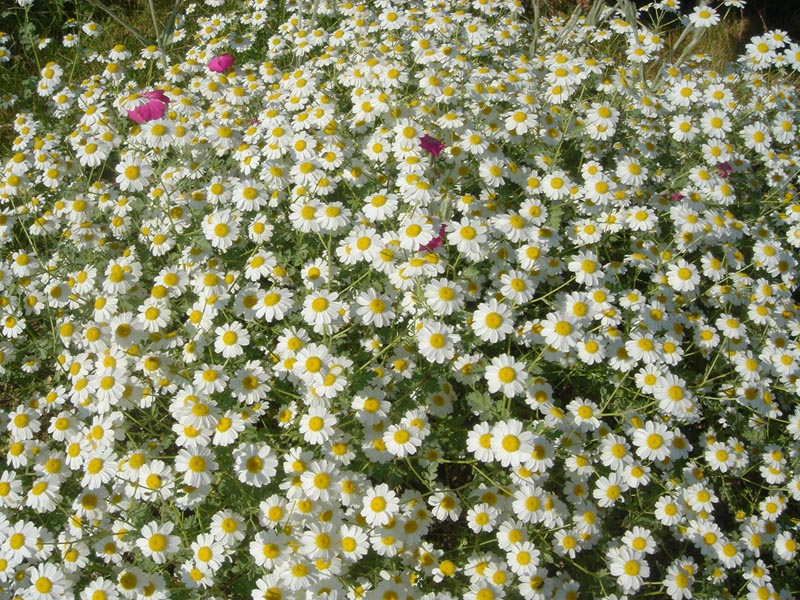
Tanacetum niveum

## O
- Tanacetum odessanum  (Klokov) Tzvelev
- Tanacetum oltense  (Sosn.) Grierson
- Tanacetum oxystegium  (Sosn.) Grierson

## P
- Tanacetum paczoskii (Zefir.) Tzvelev
- Tanacetum pakistanicum Podlech
- Tanacetum paradoxum Bornm.
- Tanacetum partheniifolium (Willd.) Sch.Bip.
- Tanacetum parthenium (L.) Sch.Bip.
- Tanacetum petrareum (C.Shih) K.Bremer & Humphries
- Tanacetum peucedanifolium (Sosn.) K.Bremer & Humphries
- Tanacetum pinnatum Boiss.
- Tanacetum polycephalum Sch.Bip.
- Tanacetum porphyrostephanum (Rech.f.) K.Bremer & Humphries
- Tanacetum poteriifolium (Ledeb. ex Nordm.) Grierson
- Tanacetum praeteritum (Horw.) Heywood
- Tanacetum pulchellum (Turcz. ex DC.) Sch.Bip.
- Tanacetum pulchrum (Ledeb.) Sch.Bip.
- Tanacetum punctatum (Desr.) Grierson

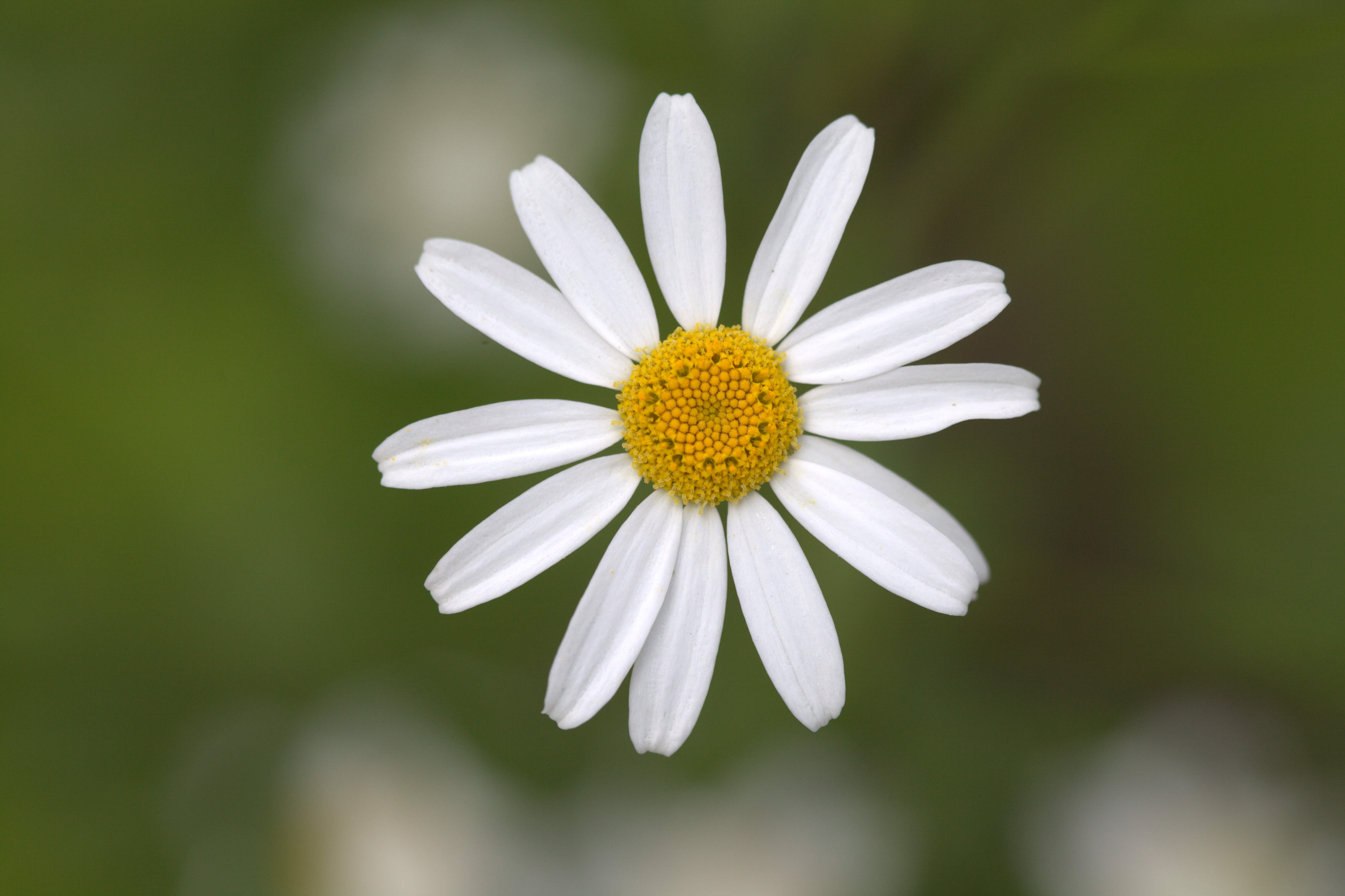
Tanacetum partheniifolium
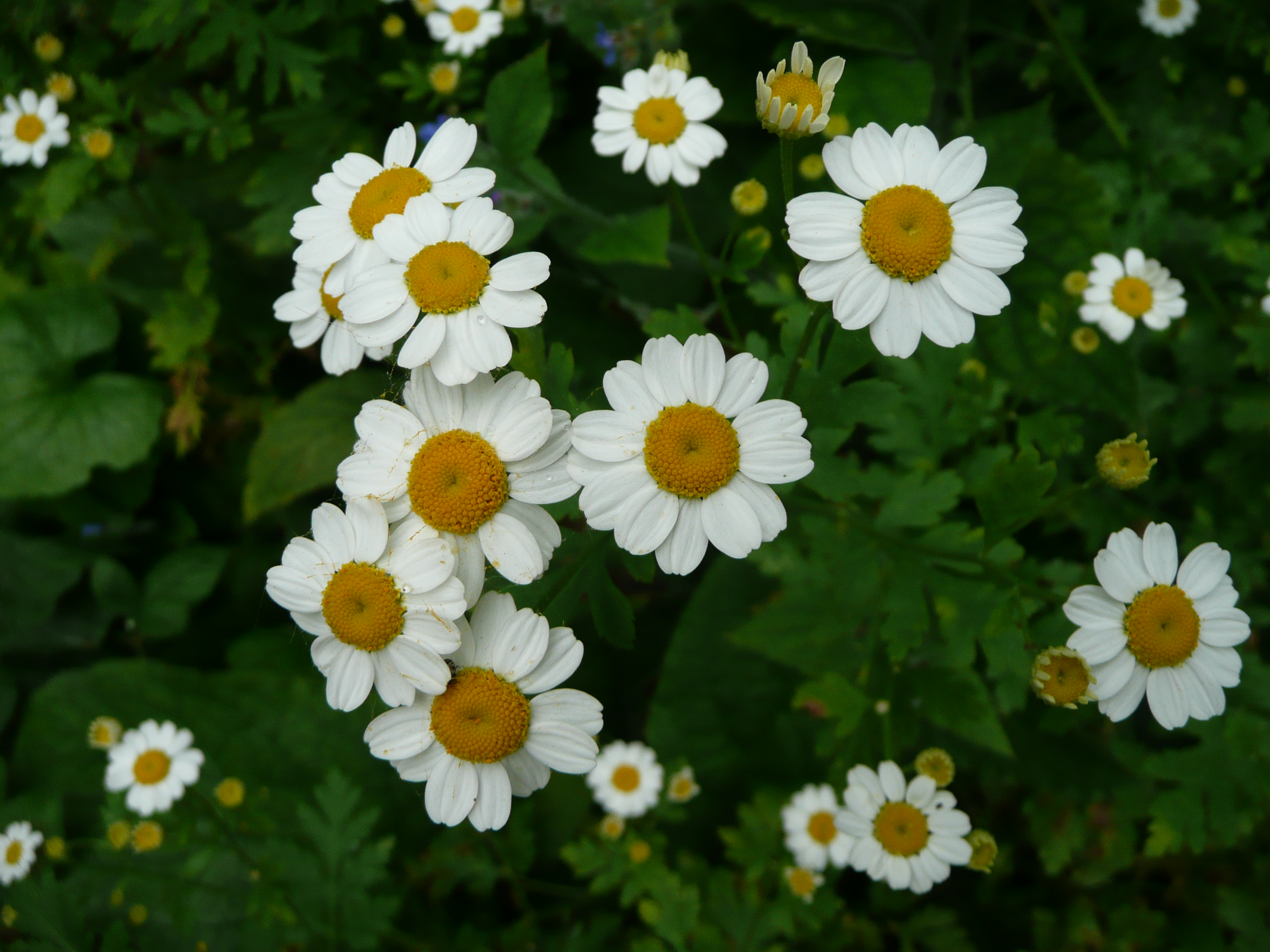
Tanacetum parthenium
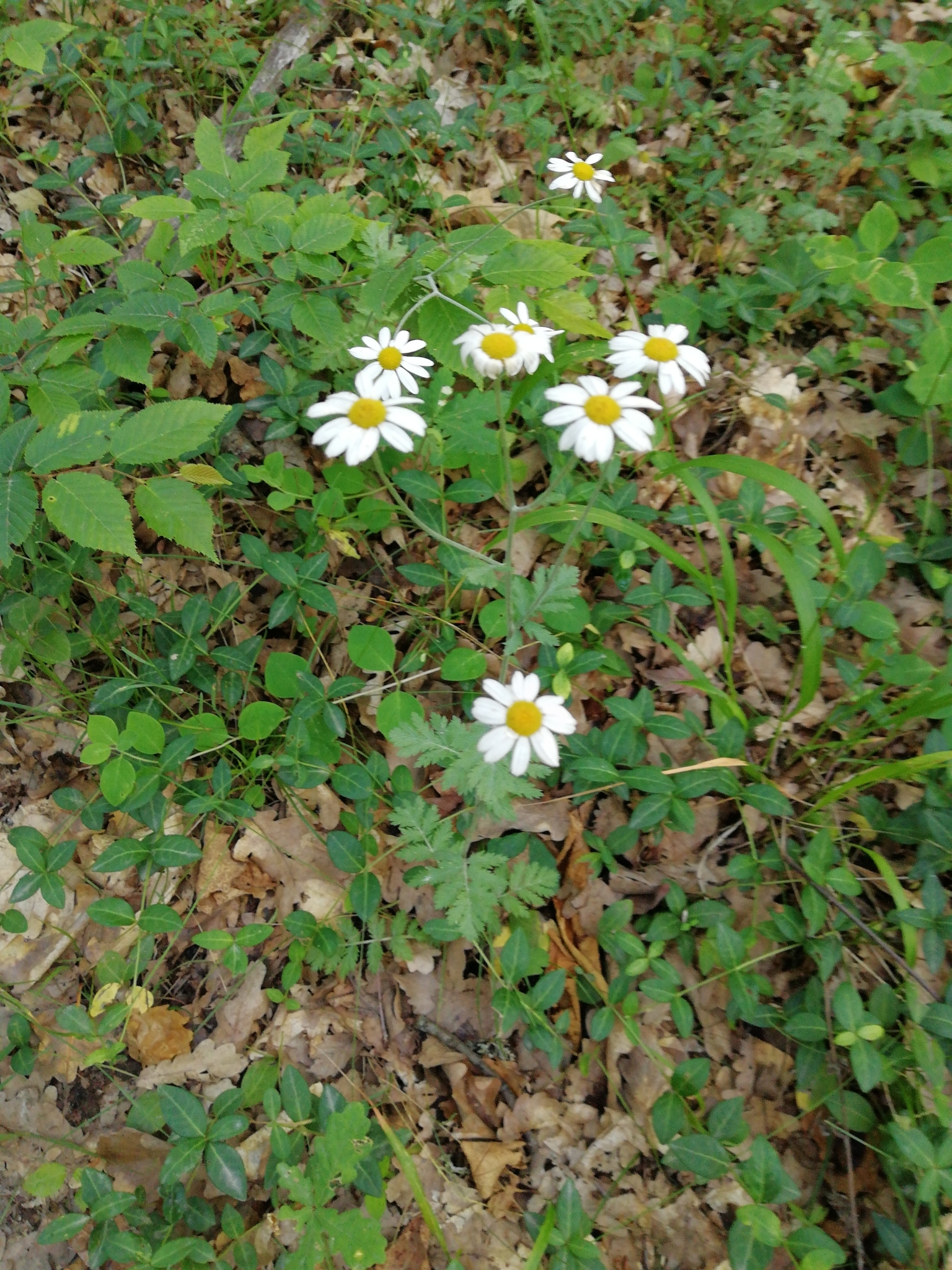
Tanacetum poteriifolium
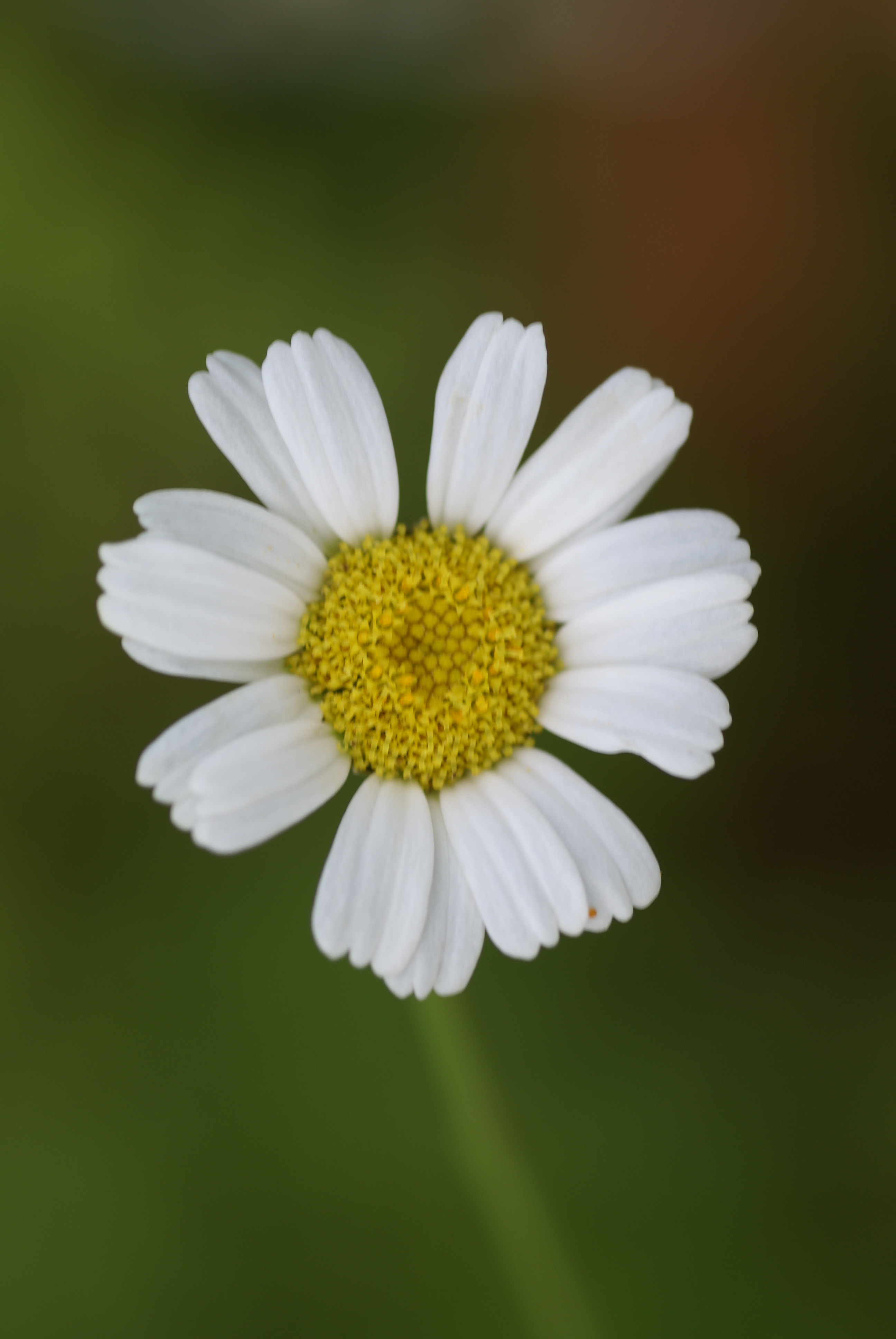
Tanacetum punctatum
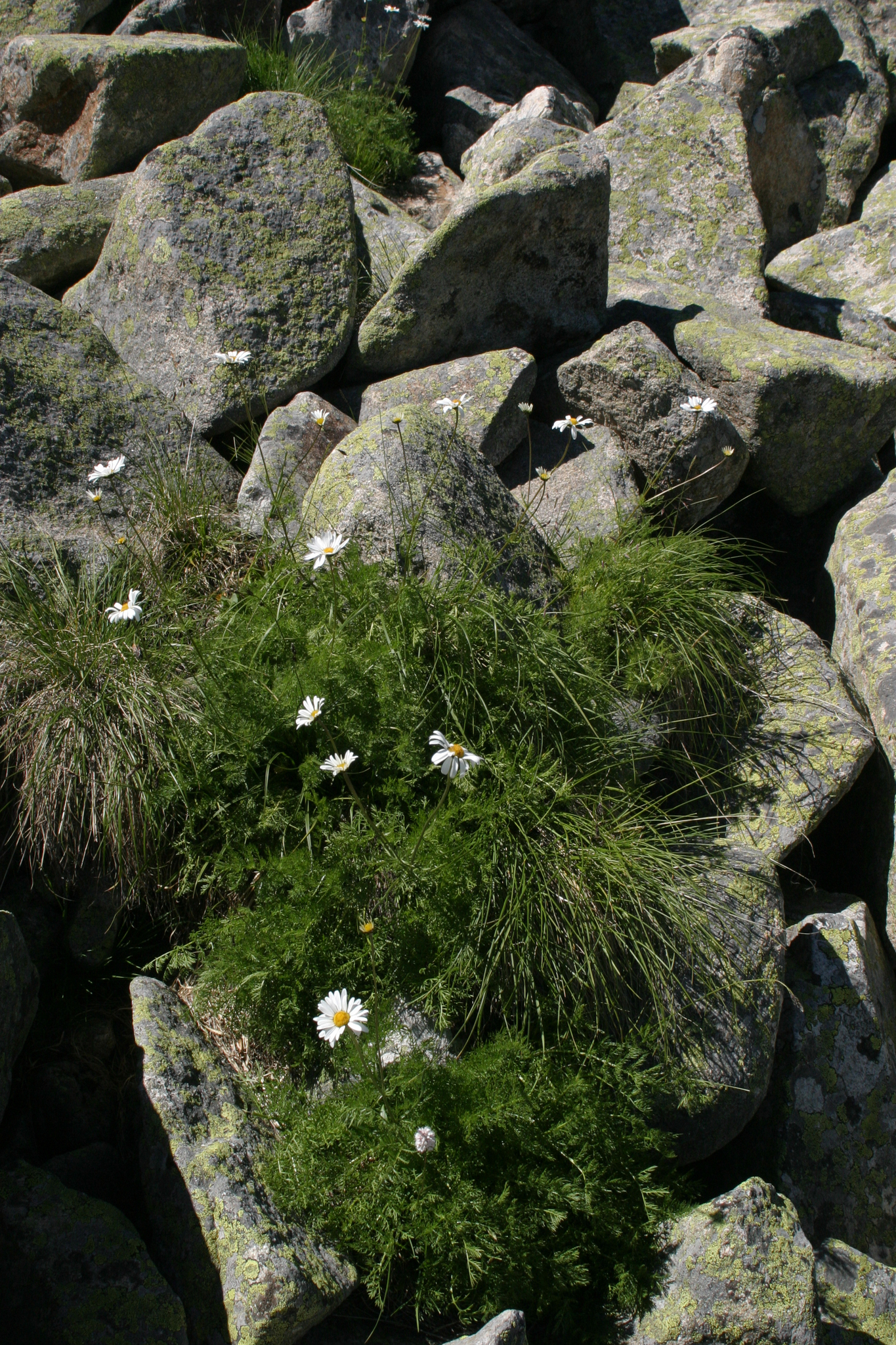
Tanacetum pulchrum

## R
- Tanacetum richterioides (C.Winkl.) K.Bremer & Humphries
- Tanacetum robustum Hook.f. & Thomson ex C.B.Clarke
- Tanacetum roylei (DC.) Podlech

## S
- Tanacetum salsugineum (Podlech)
- Tanacetum sanguineum (Parsa) Parsa
- Tanacetum santolina (C.Winkl.)
- Tanacetum saryarkense (Kamelin)
- Tanacetum saxicola (Krasch.) Tzvelev
- Tanacetum scopulorum (Krasch.) Tzvelev
- Tanacetum sericeum (Adams) Sch.Bip.
- Tanacetum silaifolium (Steven ex DC.) Sch.Bip.
- Tanacetum silvicola (Podlech)
- Tanacetum sinaicum (Fresen.) Delile ex K.Bremer & Humphries
- Tanacetum sipikorense (Bornm.) Grierson
- Tanacetum sonbolii (Mozaff.)
- Tanacetum songaricum (Tzvelev) K.Bremer & Humphries
- Tanacetum sorbifolium (Boiss.) Grierson
- Tanacetum stapfianum (Rech.f.) Podlech
- Tanacetum stoliczkae (C.B.Clarke) R.Khan

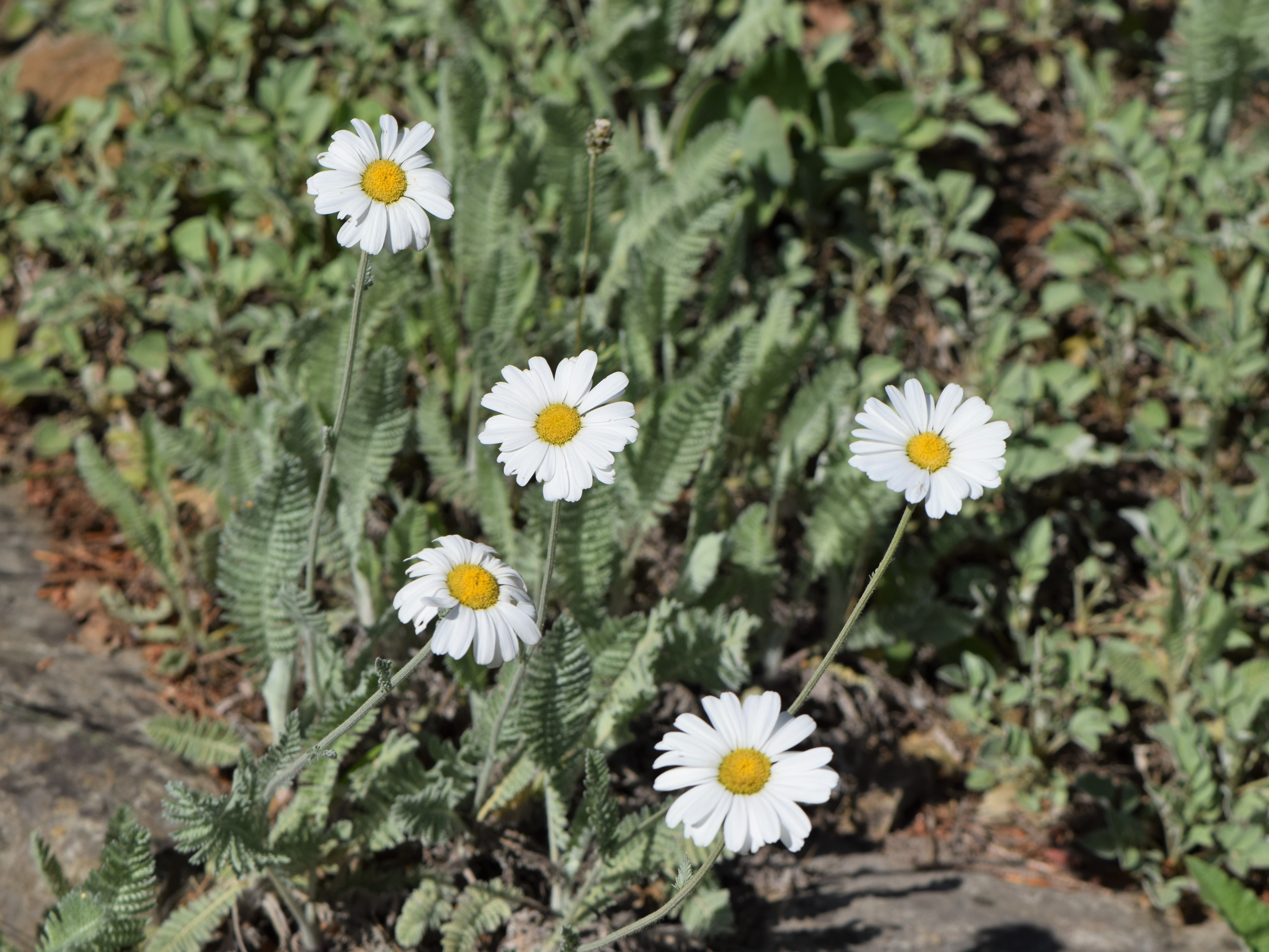
Tanacetum sericeum

## T
- Tanacetum tabrisianum (Boiss.) Sosn. & Takht.
- Tanacetum tanacetoides (DC.) Tzvelev
- Tanacetum tarighii (Sonboli)
- Tanacetum tatsienense (Bureau & Franch.) K.Bremer & Humphries
- Tanacetum tenuissimum (Trautv.) Grossh.
- Tanacetum tirinense (Podlech)
- Tanacetum tomentellum (Boiss.) Grierson
- Tanacetum transiliense (Herder)
- Tanacetum tricholobum (Sosn. ex Manden.) Chandjian
- Tanacetum trifoliolatum (Podlech)

## U
- Tanacetum ulutavicum (Tzvelev)
- Tanacetum uniflorum (Fisch. & C.A.Mey. ex DC.) Sch.Bip.
- Tanacetum urmiense (Tabad, Maroofi & Rastegar)

## V
- Tanacetum vahlii (DC.)
- Tanacetum vulgare (L.)

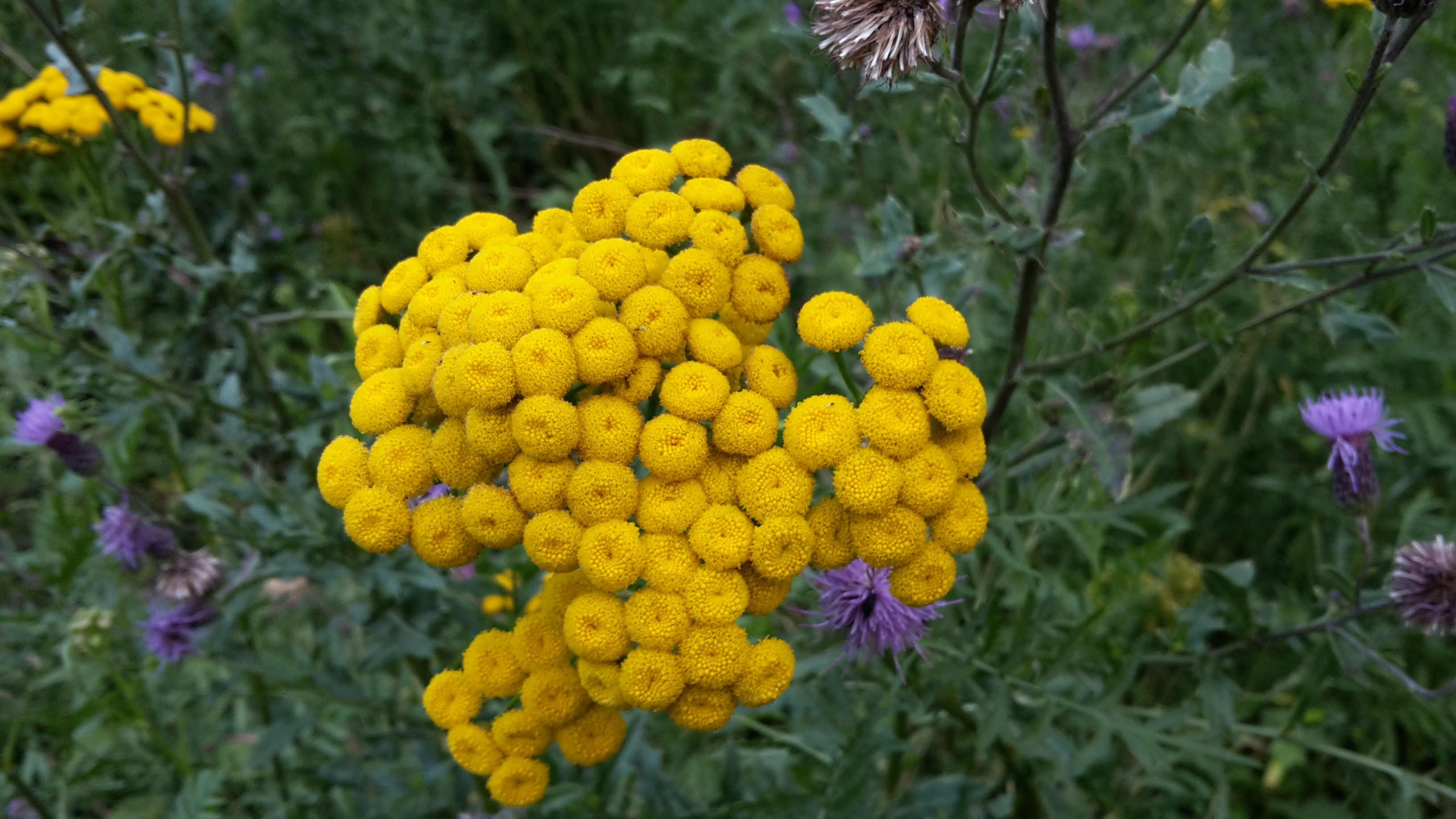
Tanacetum vulgare

## Y
- Tanacetum yabrudae (Mouterde) Charpin & Dittrich

## Z
- Tanacetum zahlbruckneri (Nábělek) Grierson
- Tanacetum zangezuricum (Chandjian)